# ولادان دسنیتسا
ولادان دسنیتسا (سیریلیک صربی: Владан Десница؛ ۱۷ سپتامبر ۱۹۰۵ – ۴ مارس ۱۹۶۷) رمان‌نویس، نویسنده داستان کوتاه، شاعر، نمایشنامه‌نویس، فیلم‌نامه‌نویس، جستار‌نویس و مترجم اهل جمهوری فدرال سوسیالیستی یوگسلاوی بود.